# 1589 en France
Chronologie de la France
- 1585
- 1586
- 1587
- 1588
- 1589
- 1590
- 1591
- 1592
- 1593

## Événements
- 1er janvier : création du secrétariat aux affaires étrangères confié à Louis de Revol[1].
- 2 janvier : les Parisiens, émus par les assassinats des Guise, détruisent les armoiries du roi[2] ; les Seize étendent leur mainmise sur Paris.
- 5 janvier : mort de Catherine de Médicis à Blois[2].
- 7 janvier : la Sorbonne et la Faculté de théologie déclarent « tous les sujets du royaume absous du serment de fidélité et obéissance qu’ils avaient juré à Henri de Valois, naguère leur roi »[3].
- 16 janvier : 
  - clôture des États généraux de Blois[2].
  - le premier président du Parlement de Paris Achille de Harlay est arrêté et remplacé par les Ligueurs, avec plusieurs autres magistrats. Ils sont embastillés par Bussy-Leclerc, qui ne les nourrit que de pain et d’eau[4].
- Février : les Seize installent un Conseil général de l’Union[5]. Le Parlement, l’Université, Paris et d’autres villes se dressent contre Henri III. Les fidèles du roi permettent de garder certaines provinces dans le giron du roi : Ornano en Dauphiné, Matignon en Bordelais, Aumont en Anjou[6].
- 7 février : Rouen se rallie à la Ligue[7].
- 9 février : la Ligue interdit d’aller en masque à Paris « sous peine de cent écus d’amende »[8].
- 10 février : à Toulouse, les Ligueurs assassinent le premier président du Parlement Duranti, ainsi que l’avocat général Jacques Daffis, son beau-frère[9].
- 12 février : Charles de Lorraine, duc de Mayenne (1554-1611), frère d’Henri de Guise entre dans Paris et prend la tête de la Ligue[10].
- 14 février : carnaval de Paris décrit par Pierre de L’Estoile[8].
- 24 février : Lyon adhère à la Ligue[2].
- 13 mars : 
  - Mayenne se proclame lieutenant général du royaume à Paris[2].
  - journée des barricades à Rennes ; les ligueurs se rendent maître de la ville et la remettent au duc de Mercœur le 15 mars. Le 2 avril, à la nouvelle de destitution de Mercœur, les partisans du roi reprennent la ville et la livrent au lieutenant général de Bretagne, La Hunaudaye[11].
- 22 mars : le duc de Nemours, évadé de Blois, entre triomphalement à Lyon révolté contre le roi, pour prendre possession de son gouvernement du Lyonnais, du Forez et du Beaujolais[12].
- 22 ou 23 mars : le Parlement de Paris est transféré à Tours par un édit royal[4].Les Parlements éclatent entre ligueurs et royalistes : la Ligue reste en place à Paris, mais les parlementaires royalistes siègent à Tours. À Rouen, ils partent pour Caen (première séance le 26 juin[13]), à Toulouse pour Carcassonne (13 novembre[14]), à Dijon pour Flavigny (7 avril) puis Semur (1592)[15].
- 22 mars : siège de Vitré par les Ligueurs du duc de Mercœur (fin le 14 août)[16].
- 3 avril : traité de Tours. Henri III déclare Henri de Navarre son successeur légitime. Le roi de Navarre reçoit Saumur, doit passer la Loire avec ses troupes et marcher contre le duc de Mayenne. Le roi tient le traité secret 15 jours pour négocier avec Mayenne, qui refuse[17].
- 15 avril : Martin Ruzé de Beaulieu installe au nom d’Henri III Philippe Duplessis-Mornay dans la charge de gouverneur de Saumur. Henri de Navarre entre dans la ville le lendemain[17].
- 22 avril : le duc de Montpensier, à la tête des troupes royales qui assiègent Falaise, en Normandie, vainc la jacquerie des gautiers, pro-ligueuse[18].
- 24 avril :
  - Henri de Navarre passe la Loire[17].
  - révocation du duc de Mercœur, gouverneur de Bretagne[19].
- 27-28 avril : le duc de Mayenne défait le comte de Brienne et prend Saint-Ouen, près d’Amboise[17].
- 30 avril : Henri III et Henri de Navarre se rapprochent à Plessis-lez-Tours[10].
- 8 mai : Charles de Mayenne est repoussé dans le faubourg Saint-Symphorien devant Tours[20].
- 24 mai : publication par le pape d'un monitoire (avertissement avant excommunication) contre Henri III[21].
- 15 juillet : Henri III et Henri de Navarre s’apprêtent à prendre Paris, défendue par Charles de Lorraine[10].
- 30 juillet : Henri III s’installe à Saint-Cloud et Navarre à Meudon[22].
- 1er août : Henri III est poignardé à Saint-Cloud par le moine ligueur fanatique Jacques Clément[23].
- 2 août : mort d’Henri III[10]. Henri IV devient roi mais les ligueurs ne reconnaissent que son oncle, Charles de Bourbon sous le nom de « Charles X », prisonnier de son neveu.
- 4 août : 
  - Henri IV proclame son intention de conserver la religion catholique en France mais reste Protestant[2]
  - intervention de Charles-Emmanuel Ier de Savoie en Provence aux côtés de la Ligue (1589-1593). Ses troupes passent le Var et vont à Antibes, saccagent La Napoule le 6 et rentrent à Saint-Paul le 8[24].
  - Charles II de Bourbon, garde des sceaux (fin en décembre)[25].
- 5 août : déclaration et édit signé par Charles de Mayenne reconnaissant le cardinal de Bourbon comme roi de France sous le nom de « Charles X »[2].
- 6 août : Henri IV est contraint de lever le siège de Paris[22].
- 26 août : Henri IV entre à Dieppe[26].
- 6 septembre : en Lorraine, une troupe du maréchal d'Aumont, gouverneur de la Champagne, commandée par d'Yvernaumont, s'empare de la ville-haute de Bar-le-Duc mais en est délogée après quelques heures par le bailli lorrain René de Florainville et les bourgeois de la ville.
- 8 septembre : Henri IV se fortifie à Arques face à l’avance du duc de  Mayenne[26].

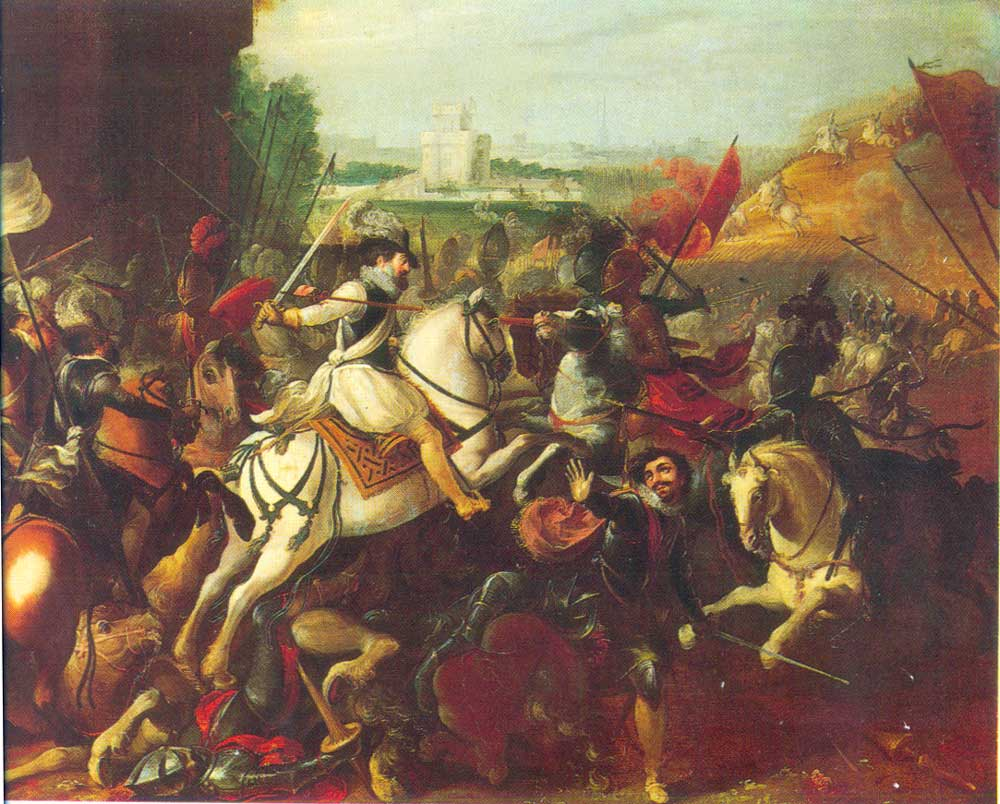
Henri IV à la bataille d’Arques, 21 septembre 1589

- 15 septembre : le duc de Mayenne occupe Martin-Église. Le 21, il attaque les lignes l’armée royale près d’Arques[26].
- 2 octobre : Charles de Mayenne est vaincu lors de la bataille d’Arques, en Normandie, par Henri IV, qui bénéficie de renforts anglais débarqués à Dieppe le 23. Il se retire le 6 octobre[27].
- 31 octobre : reprise du siège de Paris par Henri IV[28].
- 3 novembre : échec d’Henri IV devant Paris. Il se retire vers Étampes, Châteaudun, Vendôme et Tours qu’il prend successivement et installe son gouvernement à Tours[2].
- 21 novembre : la république de Venise est la première puissance étrangère à reconnaître le nouveau roi Henri IV[2].

- Soulèvement ruraux en Basse-Bretagne (pro-ligueuse)[29] de 1589 à 1594.
- 200 000 habitants à Paris à la fin des guerres de Religion[30].

## Naissances en 1589
- x